# 1996 EE2
1996 EE2 är en asteroid i huvudbältet som upptäcktes den 15 mars 1996 av den australiensiske amatörastronomen Gordon J. Garradd vid Loomberah-observatoriet.
Asteroiden har en diameter på ungefär 4 kilometer.